# Christian M'Pumbu
Christian M'Pumbu (nacido el 2 de junio de 1977) es un artista marcial mixto francés de origen congoleño que actualmente compite en la categoría de peso medio. M'Pumbu fue el campeón inaugural de peso semipesado de Bellator MMA.

## Primeros años
M'Pumbu nació en Kinshasa, Zaire (ahora conocido como la República Democrática del Congo). En la actualidad reside en Francia.

## Carrera de artes marciales mixtas

### Bellator MMA
M'Pumbu hizo su debut en Estados Unidos el 26 de marzo de 2011 en Bellator 38. Se enfrentó a Chris Davis en la primera ronda del torneo de peso semipesado donde ganó la pelea por nocaut técnico en el tercer asalto. En las semifinales derrotó a Tim Carpenter por nocaut técnico en el primer asalto. En la final del torneo, M'Pumbu derrotó a Rich Hale por nocaut técnico en el tercer asalto, convirtiéndose en el campeón inaugural de Bellator de peso semipesado. Fue apodado extraoficialmente el primer nacido africano en haber ganado un título de artes marciales mixtas en una importante organización de AMM.
El 22 de octubre de 2011 en Bellator 55, M'Pumbu perdió una pelea sin título en juego contra Travis Wiuff por decisión unánime.
El 28 de febrero de 2013 en Bellator 91, M'Pumbu se enfrentó al ganador del torneo Attila Végh en su primera defensa del título donde perdió por decisión unánime.
El 13 de septiembre de 2013, en Bellator 99, se esperaba que M'Pumbu se enfrentará al veterano de UFC Vladimir Matyushenko. M'Pumbu se retiró de la pelea con una lesión en la mano y fue reemplazado por Houston Alexander.
En febrero de 2014, M'Pumbu se enfrentó a Quinton Jackson en la primera ronda del torneo de la temporada 10 de peso semipesado de Bellator en el evento principal de Bellator 110. M'Pumbu perdió la pelea por nocaut en la primera ronda, siendo la primera derrota por nocaut de su carrera.

#### Baja al peso medio
Tras cosechar 3 derrotas seguidas en el peso semipesado, M'Pumbu decidió bajar al peso medio. Su primer combate fue contra Kendall Grove el 3 de octubre de 2014 en Bellator 127. M'Pumbu perdió la pelea por sumisión en la segunda ronda.

## Campeonatos y logros
- Bellator MMA
  - Campeón de Peso Semipesado (Una vez; primero)
  - Torneo de Peso Semipesado Bellator Sesión 4 (Ganador)

- Union of Peresvit
  - Torneo de Peso Libre Star of Peresvit (Ganador)
  - Torneo de Peso Libre Fire of Persevit (Ganador)

## Récord en artes marciales mixtas
| Resultado | Récord  | Oponente                | Método                               | Evento                                           | Fecha                    | Ronda | Tiempo | Localización             | Notas                                                                                 |
| --------- | ------- | ----------------------- | ------------------------------------ | ------------------------------------------------ | ------------------------ | ----- | ------ | ------------------------ | ------------------------------------------------------------------------------------- |
| Derrota   | 21–11–1 | Stanislav Klybik        | KO (patada a la cabeza)              | League S-70 - Plotforma S-70: 2018               | 22 de agosto de 2018     | 1     | 4:45   | Sochi                    |                                                                                       |
| Derrota   | 21–10–1 | Mikhail Ragozin         | Decisión (unánime)                   | RCC Boxing Promotions-RCC 2: Battles in the Cage | 24 de febrero de 2018    | 3     | 5:00   | Cheliábinsk              |                                                                                       |
| Derrota   | 21–9–1  | Ivan Shtyrkov           | Decisión (unánime)                   | RCC 1: Battles in the Cage                       | 11 de noviembre de 2017  | 3     | 5:00   | Yekaterinburg            |                                                                                       |
| Victoria  | 21–8–1  | Sergio Souza            | Descalificación (golpes tras parada) | Magnum Fighting Championship 1                   | 8 de abril de 2017       | 1     | 0:40   | Roma                     |                                                                                       |
| Victoria  | 20–8–1  | Sebastien Huot-Marchand | TKO (lesión en el brazo)             | ADW: Road to Abu Dhabi 3                         | 12 de agosto de 2016     | 2     | 2:12   | Bangkok                  |                                                                                       |
| Derrota   | 19–8–1  | Denis Stojnic           | TKO (golpes)                         | HIT Fighting Championship 2                      | 28 de mayo de 2016       | 2     | 1:36   | Zûrich                   |                                                                                       |
| Victoria  | 19–7–1  | Ramis Teregulov         | KO (golpe)                           | WWFC: Cage Encounter 4                           | 19 de septiembre de 2015 | 2     | 3:37   | París                    |                                                                                       |
| Derrota   | 18–7–1  | Kendall Grove           | Sumisión (rear-naked choke)          | Bellator 127                                     | 3 de octubre de 2014     | 2     | 4:14   | Temecula, California     | Debut en peso medio.                                                                  |
| Derrota   | 18–6–1  | Quinton Jackson         | KO (golpes)                          | Bellator 110                                     | 28 de febrero de 2014    | 1     | 4:34   | Uncasville, Connecticut  | Torneo de Peso Semipesado (Semifinal).                                                |
| Derrota   | 18–5–1  | Attila Végh             | Decisión (unánime)                   | Bellator 91                                      | 28 de febrero de 2013    | 5     | 5:00   | Río Rancho, Nuevo México | Perdió el Campeonato de Peso Semipesado de Bellator.                                  |
| Derrota   | 18–4–1  | Travis Wiuff            | Decisión (unánime)                   | Bellator 55                                      | 22 de octubre de 2011    | 3     | 5:00   | Yuma, Arizona            | Pelea sin título en juego.                                                            |
| Victoria  | 18–3–1  | Rich Hale               | TKO (golpes)                         | Bellator 45                                      | 21 de mayo de 2011       | 3     | 4:17   | Lake Charles, Louisiana  | Torneo de Peso Semipesado (Final); Ganó el Campeonato de Peso Semipesado de Bellator. |
| Victoria  | 17–3–1  | Tim Carpenter           | TKO (golpes)                         | Bellator 42                                      | 23 de abril de 2011      | 1     | 2:08   | Concho, Oklahoma         | Torneo de Peso Semipesado (Semifinal).                                                |
| Victoria  | 16–3–1  | Chris Davis             | TKO (golpes)                         | Bellator 38                                      | 26 de marzo de 2011      | 3     | 3:34   | Tunica, Mississippi      | Torneo de Peso Semipesado (Cuartos de final).                                         |
| Derrota   | 15–3–1  | Yoshiyuki Nakanishi     | Decisión (dividida)                  | Deep: 47 Impact                                  | 17 de abril de 2010      | 2     | 5:00   | Tokio                    | Torneo de Peso Semipesado (Semifinal).                                                |
| Victoria  | 15–2–1  | Yuji Sakuragi           | TKO (golpes)                         | Deep: 46 Impact                                  | 28 de febrero de 2010    | 1     | 2:29   | Tokio                    | Torneo de Peso Semipesado (Cuartos de final).                                         |
| Victoria  | 14–2–1  | Hideto Tatsumi          | TKO (golpes)                         | M-1 Challenge 18                                 | 15 de agosto de 2009     | 2     | 4:53   | Hilversum                |                                                                                       |
| Victoria  | 13–2–1  | Krzysztof Kulak         | Decisión (unánime)                   | Multi Boxes: 1.er Gala International             | 26 de junio de 2009      | 2     | 5:00   | París                    |                                                                                       |
| Victoria  | 12–2–1  | Enoc Solves Torres      | Sumisión (armbar)                    | M-1 Challenge 14                                 | 29 de abril de 2009      | 1     | 4:59   | Tokio                    |                                                                                       |
| Empate    | 11–2–1  | Leonardo Nascimento     | Empate                               | 100% fight                                       | 10 de enero de 2009      | 3     | 5:00   | París                    |                                                                                       |
| Victoria  | 11–2    | Marcus Vanttinen        | Sumisión (rear-naked choke)          | M-1 Challenge 10                                 | 26 de noviembre de 2008  | 1     | 2:15   | Helsinki                 |                                                                                       |
| Derrota   | 10–2    | Jan Błachowicz          | Sumisión (armbar)                    | KSW – Extra                                      | 13 de septiembre de 2008 | 2     | 3:12   | Dabrowa Gornicza         |                                                                                       |
| Victoria  | 10–1    | Barry Guerin            | TKO (golpes)                         | M-1 Challenge 5: Japan                           | 17 de julio de 2008      | 1     | 0:32   | Tokio                    |                                                                                       |
| Derrota   | 9–1     | Fabio Galeb             | Decisión (unánime)                   | Fite Selektor                                    | 13 de marzo de 2008      | 2     | 5:00   | Dubái                    |                                                                                       |
| Victoria  | 9–0     | Denis Sobolev           | Sumisión (rear-naked choke)          | Star of Peresvit                                 | 7 de diciembre de 2007   | 1     | 1:20   | Kiev                     | Torneo de Peso Libre (Final).                                                         |
| Victoria  | 8–0     | Stefan Struve           | Sumisión (D'arce choke)              | Star of Peresvit                                 | 7 de diciembre de 2007   | 1     | 2:05   | Kiev                     | Torneo de Peso Libre (Semifinal).                                                     |
| Victoria  | 7–0     | Aleksey Gonchar         | Decisión                             | Star of Peresvit                                 | 7 de diciembre de 2007   | 2     | 5:00   | Kiev                     | Torneo de Peso Libre (Cuartos de final).                                              |
| Victoria  | 6–0     | Sergey Mukhamedshin     | Sumisión (guillotine choke)          | M-1 MFC: International Mix Fight                 | 17 de marzo de 2007      | 1     | 1:25   | San Petersburgo          |                                                                                       |
| Victoria  | 5–0     | Vladimir Shemarov       | Decisión                             | Fire of Persevit                                 | 2 de diciembre de 2006   | 2     | 5:00   | Kiev                     | Torneo de Peso Libre (Final).                                                         |
| Victoria  | 4–0     | Valdas Pocevičius       | Sumisión (rear-naked choke)          | Fire of Persevit                                 | 2 de diciembre de 2006   | 1     | 1:48   | Kiev                     | Torneo de Peso Libre (Semifinal).                                                     |
| Victoria  | 3–0     | Denis Bublov            | Sumisión (rear-naked choke)          | Fire of Persevit                                 | 2 de diciembre de 2006   | 1     | 2:20   | Kiev                     | Torneo de Peso Libre (Cuartos de final).                                              |
| Victoria  | 2–0     | Dramane Traore          | Sumisión (rear-naked choke)          | Xtreme Gladiators 2                              | 11 de marzo de 2006      | 2     | 2:40   | París                    |                                                                                       |
| Victoria  | 1–0     | Kuljit Degun            | KO (golpes)                          | UKMMAC 7: Rage & Fury                            | 30 de mayo de 2004       | 1     | 0:32   | Essex                    |                                                                                       |